# Ivri Lider
Ivri Lider (in ebraico עברי לידר‎?; Givat Haim, 10 febbraio 1974) è un cantante e compositore israeliano.
Ivri Lider è una pop star israeliana e parte del duo TYP conosciuto anche come The Young Professionals.
È uno dei più grandi artisti contemporanei della musica israeliana, ha vinto il Male Singer of the Year delle stazioni radio nazionali e locali israeliane dopo l'ingresso sulla scena musicale israeliana alla fine del 1990. 
Ha venduto più di 200.000 record.
Oltre alla sua carriera musicale, Ivri è stato giudice della prima stagione di The X Factor Israele insieme a Shiri Maimon Rami Fortis e Moshe Peretz.

## Prime esperienze
Mentre era ancora al liceo, Lider si è unito al gruppo Kach Ossot Kullan ("lo fanno tutte così"), esibendosi al club Roxanne di Tel Aviv.
Dopo aver composto la musica per Kisses an Otober per il gruppo di Anat Danieli è stato invitato da Ohad Naharin a comporre la musica per Kaamos, che la Naharin ha coreografato per il Nederlands Dans Theater (NDT), una compagnia di danza olandese.
Successivamente ha composto la musica per "Z\NA", per la Batsheva Dance Company. Allo stesso tempo, ha firmato un contratto discografico con Helicon Records e cominciato a lavorare al suo primo album.

## Carriera musicale
Il suo album autoprodotto del debutto, Melatef u'meshaker (Carezza e menzogna), prodotto da Yo'ad Nevo, è stato uscito nel 1997. I singoli Leonardo e Tamid Ahava (Amore sempre) hanno venduto oltre 40 000 copie in Israele.
Il suo secondo album in studio, Yoter Tov Klum Me'kimat (Meglio niente che quasi), è stato pubblicato due anni dopo. Scritto interamente da Lider, co-prodotto con Nevo, l'album includeva singoli come Hultzat Passim (Camicia a righe), HaKos Ha'khachol (Il bicchiere blue), e il pezzo che dà nome all'album, Yotter Tov Clum Mikim'at. Il disco ottiene il Disco di platino.
Il secondo tour di concerti, Yoter Tov Clum Mikim'at , ha funzionato per 150 spettacoli, e vince molti premi prestigiosi, tra cui Performer of the Year, premiati alla cerimonia del Music Industry israeliano Tamuz 2000.
Il successo dei suoi primi due album e del suo tour incorano Lider come un importante cantautore.
Nel 2001, ha prodotto il terzo album di Sharon Haziz, Panassim (Fari), e ha scritto la canzone del titolo, che canta in duetto con la Haziz.
Il gennaio del 2002 vede l'uscita del terzo album in studio di Lider, Ha'anashim Hachadashim (La nuova gente). In questo album da solista, autoprodotto, si avvicina con un nuovo suono elettronico. L'album produce una serie di successi, tra cui Batei Kaffe (Caffetterie), Al Kav haMayim (Sulla linea d'acqua), e una commovente versione di Gheshem Acharon ("L'ultima pioggia") di Ehud Manor. Le vendite di Ha'anashim Hachadashim ammontano a più di 30 000 copie.

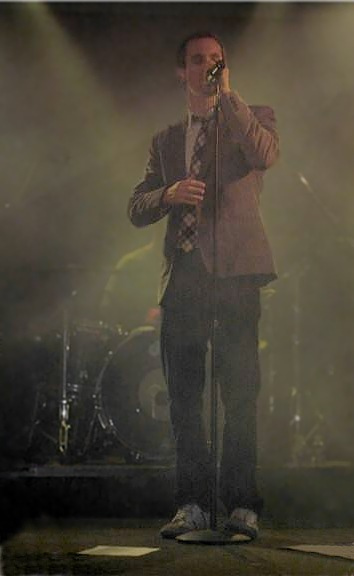
Ivri Lider in concerto (2005)

## Coming out
Nel gennaio 2002, Lider dichiara apertamente il suo orientamento sessuale in un'intervista al quotidiano israeliano Ma'ariv. Ha poi dichiarato: "A livello personale , mi sento completo e felice con la mia vita e con chi sono, e non ho visto alcun motivo per non parlarne. Mi sembrava strano conversare e non parlare del mio ragazzo e della mia vita. Su un livello meno personale, l'ho sentito come una specie di obbligo. Quando sei un artista e stai facendo bene e hai successo, ricevi molto amore, apprezzamento e energia e buone cose da parte della gente, e penso sia necessario dare indietro qualcosa. Forse posso influenzare le persone e aiutare i più giovani che lottano -.. aiutarli ad essere in grado di cambiare la loro opinione, e cose del genere".
Lider rifiuta di entrare nel dibattito sul Jerusalem Gay Pride Parade. Accetta tuttavia di apparire al Sydney Gay and Lesbian Mardi Gras "Day Fair" a Camperdown, Australia nel febbraio 2010.

## Discografia

### Album
come solista
| Anno | Album                                                            | Traduzione                                | Riconoscimento   | Note                                                       |
| ---- | ---------------------------------------------------------------- | ----------------------------------------- | ---------------- | ---------------------------------------------------------- |
| 1997 | Melatef u'meshaker (מלטף ומשקר)                                  | Carezza e menzogna                        | Disco di platino |                                                            |
| 1999 | Yoter Tov Klum Me'kimat (יותר טוב כלום מכמעט)                    | Meglio niente che quasi                   | Disco di platino |                                                            |
| 2002 | Ha'anashim Ha'chadashim (האנשים החדשים)                          | La nuova gente                            | Disco d'oro      |                                                            |
| 2005 | It's Not the Same Thing (זה לא אותו דבר)                         | Non è la stessa cosa                      | Disco d'oro      |                                                            |
| 2005 | Ivri Lider vs. Henree - Fight                                    |                                           |                  | Uscito ne It's Not the Same Thing successivamente separato |
| 2006 | Live CD                                                          |                                           | Disco d'oro      |                                                            |
| 2008 | Be'ketzev Ahid Be'tnuot Shel Ha'goof (בקצב אחיד בתנועות של הגוף) | Il ritmo costante dei movimenti del corpo | Disco d'oro      |                                                            |
| 2012 | Mishe'u Pa'am (מישהו פעם)                                        | Qualcuno uno volta                        | Disco d'oro      |                                                            |
| 2015 | Ha'ahava Ha'zot Shelanu (האהבה הזאת שלנו)                        | Questo nostro amore                       |                  | Uscito: 1º febbraio 2015                                   |

come membro dei TYP
- 2011: 9am to 5pm, 5pm to Whenever

### Colonne sonore
- Yossi & Jagger (2002) - colonna sonora originale e singolo Bo (Let's);
- Camminando sull'acqua (2004) - colonna sonora originale e singolo Cinderella Rockafella duetto con Rita;
- The Bubble (2006) - colonna sonora originale e singoli The Man I Love e Song to a Siren.

### Membri del gruppo TYP dal 2005
- Ivri Lider
- Yehonatan Sason Fridge
- Amir Rosiano
- Barak Kram
- Adiel Alexander Goldestein
- Roni Arditti
- Ariel Tuchman
- Yogev Mazouz
- Assaf Amdursky